# Eremiaphila dentata
Eremiaphila dentata är en bönsyrseart som beskrevs av Henri Saussure 1871. Eremiaphila dentata ingår i släktet Eremiaphila och familjen Eremiaphilidae. Inga underarter finns listade i Catalogue of Life.